# Josh Frydenberg
Josh Frydenberg, właśc. Joshua Anthony Frydenberg (ur. 17 lipca 1971 w Melbourne) – australijski polityk, członek Liberalnej Partii Australii (LPA), od 24 sierpnia 2018 zastępca federalnego lidera tego ugrupowania. Od 2010 do 2022 poseł do Izby Reprezentantów. Członek gabinetu federalnego od 2015 do 2022 roku.

## Życiorys

### Wykształcenie i kariera zawodowa
Syn Eriki z domu Strausz, pochodzącej z żydowskiej społeczności Węgier i Harry'ego Frydenberga, pochodzeniem z żydowskiej społeczności Polski. Ukończył Bialik College, żydowską szkołę podstawową. Jest absolwentem studiów licencjackich w zakresie prawa i ekonomii na Monash University. Następnie uzyskał tytuł magistra stosunków międzynarodowych na University College w Oksfordzie, a także odbył studia podyplomowe w zakresie administracji publicznej na Harvard University. W latach 1996–1999 (z przerwą na studia zagraniczne) pracował jako prawnik w międzynarodowej firmie prawniczej. W 1999 był doradcą prokuratora generalnego Australii Daryla Williamsa, a następnie przeszedł do pracy na podobnym stanowisku w gabinecie ministra spraw zagranicznych Alexandra Downera. W latach 2003–2004 był doradcą premiera Australii Johna Howarda. W latach 2005–2010 pracował w sektorze prywatnym, a dokładniej w australijskim oddziale Deutsche Banku.

### Kariera polityczna
W 2006 bez powodzenia ubiegał się o nominację LPA w okręgu wyborczym Kooyong. Uzyskał ją trzy lata później, co pozwoliło mu wystartować w wyborach w 2010 roku, w których otrzymał mandat parlamentarny. W 2013 wszedł do szerokiego składu rządu jako sekretarz parlamentarny (co orientacyjnie odpowiada randze polskiego podsekretarza stanu) w Departamencie Premiera i Gabinetu. W 2014 został przeniesiony na stanowisko wiceministra skarbu. W 2015 nowy premier Malcolm Turnbull awansował go do składu gabinetu i powierzył nowo utworzone stanowisko ministra zasobów, energii i północnej Australii. Podczas rekonstrukcji rządu w 2016 jego stanowisko zostało przekształcone w urząd ministra środowiska i energii.  W sierpniu 2018 wygrał wybory na zastępcę federalnego lidera LPA, pokonując w głosowaniu klubu parlamentarnego Stevena Ciobo i Grega Hunta. Tego samego dnia liderem LPA i zarazem premierem Australii został Scott Morrison, który powierzył Frydenbergowi tekę ministra skarbu w swoim gabinecie.